# 9207 Petersmith
9207 Petersmith è un asteroide della fascia principale. Scoperto nel 1994, presenta un'orbita caratterizzata da un semiasse maggiore pari a 2,7446226 UA e da un'eccentricità di 0,0809138, inclinata di 1,29869° rispetto all'eclittica.